# Nannopsittaca panychlora
La cotorrita tepuí o catita chirica (Nannopsittaca panychlora) es una especie de ave psitaciforme de la familia Psittacidae que vive en Sudamérica.

## Descripción
La cotorrita tepuí mide una media de 14 cm de largo. Su plumaje es predominantemente verde, con tonos amarillentos en el vientre. Tiene los bordes de las alas amarillos y su parte inferior es azul celeste. Sus anillos oculares son amarillos y sus iris marrones. Tiene el pico gris y las patas rosadas.

## Distribución y hábitat
Se encuentra en las selvas húmedas de Brasil, Guyana y Venezuela.

## Alimentación
Se alimenta de semillas, frutos, insectos y larvas.